# Hazaribag
Hazaribag (hindi: हज़ारीबाग़) är en stad i den indiska delstaten Jharkhand och är centralort i ett distrikt med samma namn. Folkmängden uppgick till 142 489 invånare vid folkräkningen 2011, med förorter 153 595 invånare.